# سید وحید حقانیان
سیّد وحید حقّانیان (زادهٔ ۱۷ بهمن ۱۳۴۰) که بیشتر با عناوین «سردار وحید» و «آقای وحید» شناخته شده است، نظامی ایرانی و معاون اجرایی بیت رهبری است. حقانیان سال‌ها به‌عنوان معاون امور ویژه دفتر سید علی خامنه‌ای فعال بود و وب‌سایت‌های خبری بین‌المللی فارسی‌زبان، از وی به‌عنوان «دست راست و مباشر» اصلی خامنه‌ای یاد می‌کردند. حقانیان در ۱۳ آبان ۱۳۹۸ در فهرست تحریم‌های وزارت خزانه‌داری آمریکا قرار گرفت.

## زندگی
سیّد وحید حقّانیان در هفدهم بهمن سال ۱۳۴۰ در تهران متولد شد. پدر وی سیدحسن حقانیان متولد نجف‌آباد اصفهان و مادرش متولد تهران می‌باشد. اطلاعات کامل‌تری از خانواده او در دست نیست. او در همسایگی دیوار به دیوار محمد محمدی ری‌شهری و محمد محمدی گلپایگانی زندگی می‌کند. او از معدود پاسدارانی است که بدون داشتن سابقه نظامی به سرعت پس از عضویت در سپاه دارای منصب فرماندهی گردید. چرا که در سال ۱۳۶۴ وی فرمانده گشت‌های انتظامی امنیتی سپاه پاسداران در تهران موسوم به گشت ثارالله شد. در آن سال‌ها، فرماندهی گشت ثارالله در مجاورت کاخ سعد آباد تهران در پادگان امام علی بوده است و نکتهٔ جالب دیگر آن که وحید از جمله افرادی بوده است که بسیاری به شوخی آن را جزو املاک آن پادگان می‌نامیده‌اند. زیرا این پادگان در گذر سال‌ها در بین نیروهای سپاه چندین بار تغییر کاربری داده است و وحید حقانیان همچنان در آن پادگان مشغول خدمت بوده و در همین پادگان سرنوشت وی رقم خورده است. وی گرچه مأموریت خطیر و مهمی در تهران داشت، اما در جبهه‌های جنگ نیز حضور داشته و در سال ۱۳۶۶ در عملیات بیت‌المقدس ۳ به شدت از ناحیه شکم و پا مجروح گردید که اثرات آن هنوز در هنگام راه رفتن وی مشهود است.
او در مراسم تنفیذ دور دوم ریاست جمهوری محمود احمدی‌نژاد، در میان تعجب همگان، حکم تنفیذ را به سید علی خامنه‌ای تحویل داد تا او آن حکم را به احمدی‌نژاد تحویل دهد. این کار معمولاً توسط رئیس‌جمهور قبلی یا رئیس مجلس خبرگان یا افرادی در رده‌های مشابه انجام می‌گرفته است. وی در مراسم تحلیف احمدی‌نژاد در مجلس شورای اسلامی حضوری بسیار پررنگ داشت و در ردیف اول مجلس دقیقاً در مرکز فرماندهان رده اول نظامی قرار داشت. به طوری که به نظر می‌رسید او دارای مقام بالاتری از تمام نظامیان حاضر -نظیر فیروزآبادی و جعفری- است.
احتمال می‌رود «آقای وحید» مورد اشاره در خاطرات ابوالفضل فاتح، مسئول کمیتهٔ رسانه و تبلیغات ستاد انتخاباتی میرحسین موسوی، از روز انتخابات ریاست جمهوری در ۲۲ خرداد نیز کسی جز وحید حقانیان نباشد.
دبیر ستاد مرکزی بزرگداشت سید روح‌الله خمینی در نامه‌ای که به سید حسن خمینی نوشته و طی آن گزارشی دربارهٔ سیر اجرایی مراسم بیست‌ویکمین سالگرد ارتحال سید روح‌الله خمینی ارائه داده، به تماس تلفنی خود با «سردار وحید» در ایام نوروز ۱۳۸۹ و نقش مهم او در جلسات برگزاری مراسم سالگرد اشاره کرده است.

## انتخابات
او در بیانیه‌ای بعد از انتخابات ۱۴۰۰ تلویحاً به شورای نگهبان و روند مهندسی انتخابات طعنه زد. وی ماندن محسن رضایی، سید امیرحسین قاضی‌زاده هاشمی و عبدالناصر همتی را به عنوان رقیب برای رئیسی تا آخر انتخابات، امداد الهی حساب کرد و این افراد را کسانی دانست که خود را دانسته یا ندانسته خرج انقلاب کردند. این بیانیه با واکنش شدید و انتقادی خبرگزاری تسنیم مواجه شد.
حقانیان در ۱۲ خرداد ۱۴۰۳ با حضور در وزارت کشور برای انتخابات ریاست‌جمهوری دوره چهاردهم ثبت‌نام کرد. او دربارهٔ حضورش در انتخابات اظهار داشت: «امروز بنا دارم در معرض و منظر شما ملت فهیم و صبور قرار بگیرم و از بطن هفتم و آخرین لایهٔ مغز نظام به پوستهٔ مهم اول و ظاهری گذر کنم. شرایط ایران و جهان را در این مقطع خاص تاریخی مهم می‌دانم و به همین دلیل با تصمیم شخصی، خود را برای نامزدی چهاردهمین دوره ریاست‌جمهوری اسلامی ایران معرفی می‌کنم.» فرآیند ثبت نام او در ستاد انتخابات وزارت کشور با قطع چندبارهٔ برق همراه شد و او با بیان این جمله که «امیدوارم عمدی نباشه» به این قطعی برق اعتراض کرد.

## اتهام نقض حقوق بشر توسط دولت‌های غربی و رسانه‌های نزدیک به این دولت‌ها

### حصر مهدی کروبی و فاطمه کروبی
وحید حقانیان در مقام معاون ویژه بیت رهبری، در حصر خانگی مهدی کروبی و همسر وی مسئول است. گاردین در گزارشی مورخ ۱۵ اسفند ۱۳۸۹ به نقش کلیدی حقانیان در ربودن مهدی کروبی و فاطمه کروبی پرداخت.مهدی کروبی و همسرش از آن زمان تاکنون در حصر خانگی به سر می‌برند.

### تحریم وزارت خزانه‌داری ایالت متحده آمریکا
در ۱۳ آبان ۱۳۹۸، وزارت خزانه‌داری ایالت متحدهٔ آمریکا ۹ تن از «نزدیکان سید علی خامنه‌ای»، از جمله وحید حقانیان را تحریم کرد. طبق بیانیهٔ وزارت خزانه‌داری این افراد در «سرکوب‌های داخل و خارج از ایران» نقش داشته‌اند. در این بیانیه از وحید حقانیان به عنوان «دست راست» علی خامنه‌ای یاد شده و آمده است: «وحید حقانیان، یک فرماندهٔ نظامی سابق است که به عنوان معاون اجرایی علی خامنه‌ای فعالیت می‌کند. او معمولاً در مراسم‌های اجتماعی، رهبر جمهوری اسلامی ایران را همراهی می‌کند،»
در بیانیه‌ای در ۱۳ آبان ۱۳۹۸ استیون منوچین، وزیر خزانه‌داری آمریکا اعلام کرد: «امروز وزارت خزانه‌داری آمریکا مقامات غیرمنتخبی را هدف قرار می‌دهد که اطراف رهبر ایران، آیت‌الله خامنه‌ای، جمع شده‌اند و سیاستهای بی‌ثبات کنندهٔ او را اجرا می‌کنند… این افراد با طیف گسترده‌ای از رفتارهای بدخواهانهٔ رژیم، از جمله انفجار مقر تفنگداران دریایی آمریکا در بیروت در سال ۱۹۸۳ میلادی و انفجار مرکز همیاری اسرائیل در آرژانتین در ۱۹۹۴ میلادی، همچنین شکنجه، قتل‌های فراقانونی و سرکوب غیرنظامیان مرتبط هستند.»

### سرکوب اعتراضات پس از انتخابات ریاست جمهوری سال ۱۳۸۸
وحید حقانیان به عنوان معاون ویژهٔ بیت رهبری از عاملان سرکوب اعتراضات پس از انتخابات ریاست جمهوری سال ۱۳۸۸ بوده است. محمدحسین ترکمان، عضو پیشین سپاه حفاظت ولی امر، در مصاحبه‌ای با صدای آمریکا دربارهٔ نقش وحید حقانیان در هدایت سپاه ثارالله در برخوردهای خشن با معترضان پس از انتخابات ۸۸ می‌گوید: «بعد از تشکیل سپاه ثارالله توسط محمد جعفری، فرماندهٔ سپاه، وحید حقانیان همچنان یکی از فرماندهان کلیدی این سپاه بود. همان‌طور که می‌دانید سپاه ثارالله و سپاه محمد رسول‌الله در سال ۸۸ توسط مجتبی خامنه‌ای و وحید حقانیان سازماندهی می‌شدند.»